# 安諦村
安諦村（あでむら）は、和歌山県有田郡にあった村。現在の有田川町の北東端、有田川の上流域にあたる。

## 地理
- 山岳：立岩山、雨山、立伍山
- 河川：有田川、沼谷川、室川谷川

## 歴史
- 1889年（明治22年）4月1日 - 町村制の施行により、井谷村・板尾村・杉野原村・押手村・沼谷村の区域をもって発足。
- 1955年（昭和30年）5月10日 - 城山村・八幡村と合併して清水町が発足。同日安諦村廃止。

## 経済

### 産業
農業
『大日本篤農家名鑑』によれば、安諦村の篤農家は「辻本市松、保田正一郎、保田為次郎、出島金吾、山戸元之助、松浦常彦」などがいた。
商工業
- 太物煙草山物商・二澤とくゑ[2]
- 呉服木綿商、金銭貸付業・曽和亀松[2]
- 酒煙草荒物商・田中源兵衛[2]
- 太物荒物酒煙草商・松浦勝次郎[2]
- 荒物小間物太物陶器商・森下巳之助[2]

## 出身・ゆかりのある人物
- 川嶋庄一郎（教育者） - 旧姓・松浦。文仁親王妃紀子の曽祖父。